# First (Bénéteau)
Pour les articles homonymes, voir First.
First est une gamme de voiliers course-croisière du constructeur Bénéteau dont l'origine provient d'un half tonner signé André Mauric baptisé Impensable qui devient First 30 en 1977 sous l’impulsion de François Chalain, fameux régatier. Ce bateau devient le bateau du Tour de France à la voile en 1979.

## Modèles actuels (Septième génération)
- Beneteau First 14
- Beneteau First 18
- Beneteau First 24
- Beneteau First 27
- Beneteau First 30
- Beneteau First 36
- Beneteau First 44
- Beneteau First Yacht 53, 2019, architecte naval Biscontini Yacht design

## Anciens modèles
- Première génération 
  - Beneteau First 18, 1979-1983,
  - Beneteau First 22, 1978-1983, 763 exemplaires
  - Beneteau First 25, 1980-1984, 800 exemplaires[1]
  - Beneteau First 27, 1978-1980, 7,99 mètres
  - Beneteau First 30, 1977-1981, 8,80 mètres, 969 exemplaires
  - Beneteau First 32, 1980-1984, 9,60 mètres
  - Beneteau First 35, 1979-1985, 10,7 mètres, 419 exemplaires

- Deuxième génération 
  - Beneteau First Class 7, 1983-87, Architecte Groupe Fauroux
  - Beneteau First Class 8, 1982-97, 1200 exemplaires
  - Beneteau First Class 10, 1982-87, 114 exemplaires
  - Beneteau First Class 12, 1985-88, 70 exemplaires
  - Beneteau First 24, 1982-85, 677 exemplaires
  - Beneteau First 26, 1984-91
  - Beneteau First 29, 1983-89, 520 exemplaires
  - Beneteau First 38, 1982-85, 566 exemplaires
  - Beneteau First 305, 1984-89, architectes Berret-Racoupeau
  - Beneteau First 345, 1983-88, architectes Berret-Racoupeau
  - Beneteau First 375, 1985-88, architectes Berret-Racoupeau
  - Beneteau First 405, 1982-85, architectes Berret-Racoupeau, 566 exemplaires
  - Beneteau First 456, 1982-87, architecte naval German Frers, bateau de Sir Peter Blake sur l’Admiral’s Cup en 1983.
  - Beneteau First 51, 1986

- Troisième génération 
  - Beneteau First 235, 1986-1991, architecte Groupe Finot
  - Beneteau First 32S5, 1989-1992, architectes Berret-Racoupeau, intérieur signé Starck
  - Beneteau First 35S5, 1988-1991, architectes Berret-Racoupeau, intérieur signé Starck, 438 exemplaires
  - Beneteau First 38S5, 1989-1994, architectes Berret-Racoupeau, intérieur signé Starck
  - Beneteau First 41S5, 1989-1993, architectes Berret-Racoupeau, intérieur signé Starck, 200 exemplaires
  - Beneteau First 45F5, 1990-1996, dessiné par Bruce Farr et Sergio Pininfarina
  - Beneteau First 53F5, 1991-1993, dessiné par Bruce Farr, 50 exemplaires

- Quatrième génération
  - Beneteau First 210 Spirit, 1993-1999, 870 exemplaires
  - Beneteau First 211, 1999-2003, 510 exemplaires
  - Beneteau First 260 Spirit, 1994-2004, architecte Finot-Conq
  - Beneteau First 265, 1990-1997, 520 exemplaires
  - Beneteau First 300 Spirit, 1994-1997, architecte Finot-Conq
  - Beneteau First 310, 1990-1994, 496 exemplaires
  - Beneteau First 36S7, 1996, architectes Berret-Racoupeau
  - Beneteau First 42S7, 1994, architectes Farr Yacht Design

- Cinquième génération
  - Beneteau First 21.7, 2004-2008
  - Beneteau First 25.7, 2005
  - Beneteau First 31.7, 1997-2010
  - Beneteau First 36.7, 2002-2008, dessiné par Farr Yacht Design
  - Beneteau First 40.7, 1997-2008
  - Beneteau First 44.7, 2004-2007
  - Beneteau First 47.7, 1999-2004

- Sixième génération
  - Beneteau First 20, 2013
  - Beneteau First 25, 2013
  - Beneteau First 30, 2010-2015, architecte naval Juan Kouyoumdjian
  - Beneteau First 35, 2009
  - Beneteau First 40, 2008-2016
  - Beneteau First 45, 2008
  - Beneteau First 50, 2006-2015